# Bijbels Museum

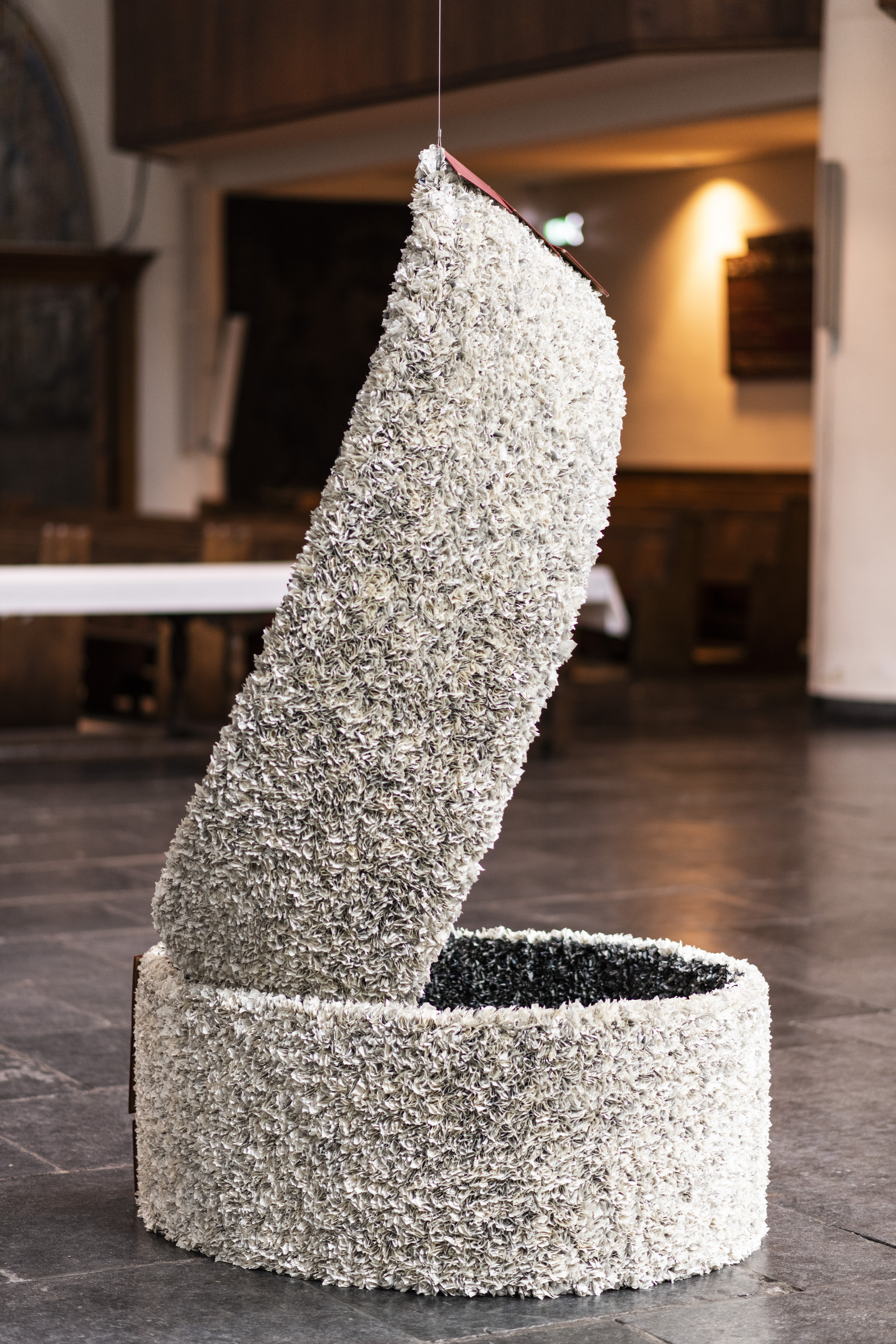
Papierkunst van Annita Smit in de tentoonstelling Tijd en Eeuwigheid. Poëzie in beeld en woord (2020, Kloosterkerk Den Haag - foto Petra Katanic/Bijbels Museum)

Tot juli 2020 was het Bijbels Museum gevestigd aan de Herengracht in Amsterdam. Sindsdien maakt het museum reizende tentoonstellingen rond Bijbelse verhalen en thema's, vaak verbreed naar andere religies en stromingen. Het kantoor is verhuisd naar de Corvershof in Amsterdam, de tentoonstellingen zijn te zien bij presentatiepartners op verschillende plekken in Nederland.
De collectie van het Bijbels Museum is in 2020  overgedragen aan andere musea en erfgoedinstellingen. De kerncollectie van ds. Leendert Schouten, met de negentiende-eeuwse maquettes van de Tabernakel en de Tempelberg in Jeruzalem wordt beheerd door Museum Catharijneconvent in Utrecht. De collectie bijbels is overgebracht naar de Vrije Universiteit in Amsterdam, afdeling Bijzondere Collecties. De Van Santen Bijbel is daar in bruikleen gegeven.

## Geschiedenis

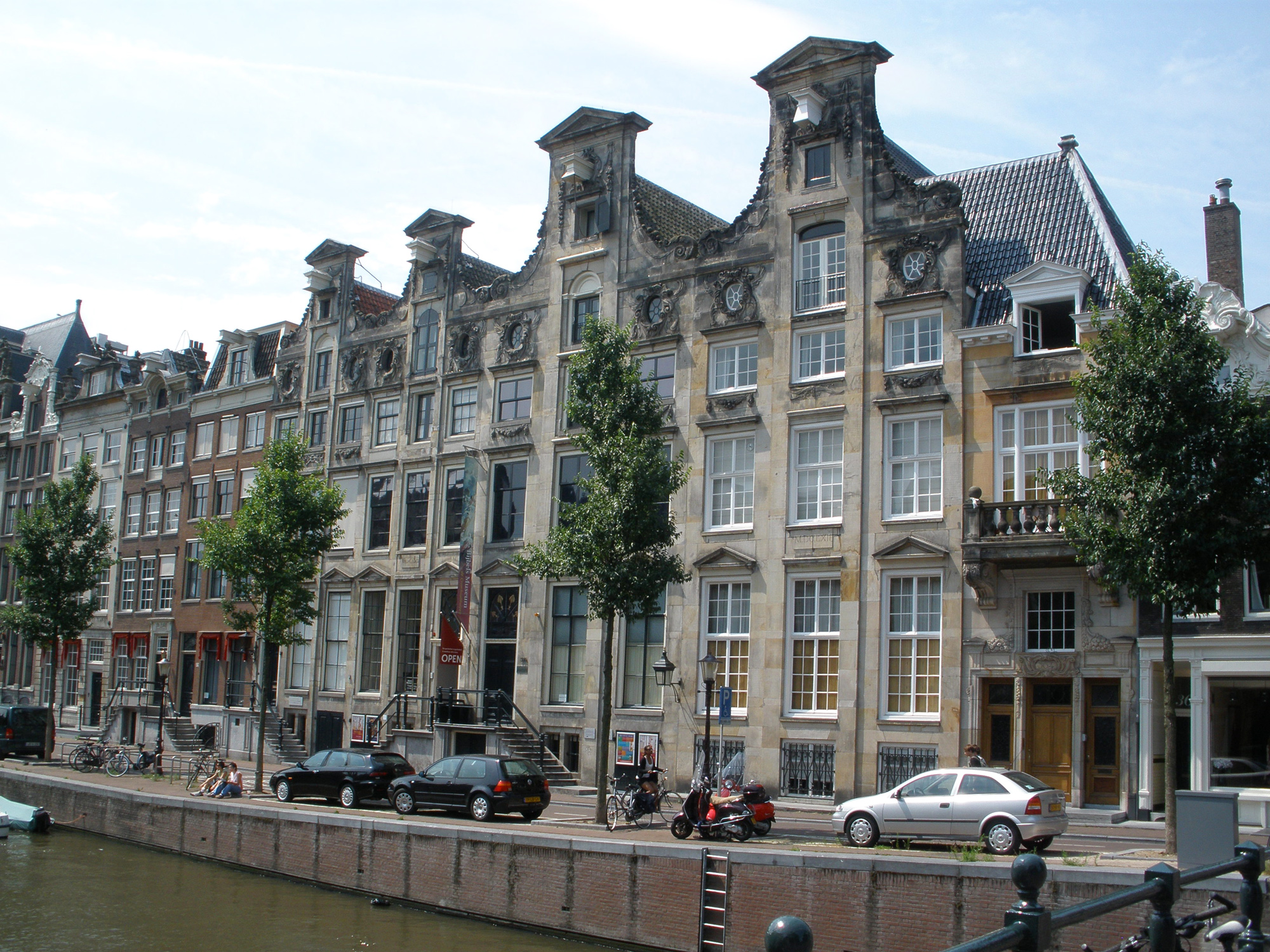
Voormalige locatie in de Cromhouthuizen aan de Herengracht in Amsterdam

Het museum kwam voort uit de verzameling van de 19e-eeuwse dominee Leendert Schouten, die zelf onder andere de maquette van de Tabernakel bouwde en verder veel materiaal uit de tijd en regio van de Bijbel verzamelde. Het Bijbels Museum was van 1975 tot 2020 gevestigd in de bovenste verdiepingen van de twee middelste Cromhouthuizen.
Het Bijbels Museum werd in het najaar van 2007 bestolen. Er verdwenen negen objecten uit een vitrinekast, waaronder bronzen beeldjes, hartscarabeeën en een Romeinse munt. Zeven objecten doken twee jaar later op bij veilinghuis Christie's in New York.
Het Amsterdams Fonds voor de Kunst besloot in 2016 dat het Bijbels Museum zijn subsidie voor de periode 2017-2020 verloor. Tot dan toe ontving zij jaarlijks meer dan 200.000 euro. De kwaliteit van de ingeleverde plannen werd als onvoldoende beoordeeld. In mei 2018 besloot het museum zijn collectie af te stoten, omdat er te weinig geld was voor onderhoud en het zijn missie op een andere wijze wilde vervullen, op een nieuwe manier verhalen wilde gaan vertellen. De koerswijziging werd voltooid met de verhuizing van het team naar de Corvershof in Amsterdam en de sluiting per 1 juli 2020 van de permanente presentatie aan de Herengracht. Het Bijbels Museum reist sindsdien langs presentatiepartners, musea, monumentale kerken en publieke gebouwen door heel Nederland. 

## Collectie
Het museum bezat de eerste gedrukte bijbel in Nederland, de zogenaamde Delftse Bijbel uit 1477. Het had tevens een eerste druk van de Statenvertaling uit 1637. Er stonden maquettes van de Tempel van Salomo, de Tempel van Herodes en een 19e-eeuws model van de Tabernakel. Het museum bezat archeologische vondsten (voornamelijk uit de periode van de 1e eeuw v.Chr. tot de 1e eeuw n.Chr.), religieuze voorwerpen en een aantal prenten. Oud-conservator Hermine Pool schreef in Soli Deo Gloria: Het Bijbels Museum van ds. Leendert Schouten (1828-1905) als getuigenis van de profetische en historische waarheid van de Bijbel: Een dubbelbiografie (2021) uitgebreid over de geschiedenis van het Bijbels Museum.

## Tentoonstellingen
Voorbeelden van de in 2018 ingezette nieuwe koers zijn de tentoonstellingen Zondvloed nu, Zie mij. De bijbel in 609 foto's en Dit is mijn verhaal. Jongeren over geloof, hoop en inspiratie die zowel in het Cromhouthuis te zien waren als bij partners in het land. 

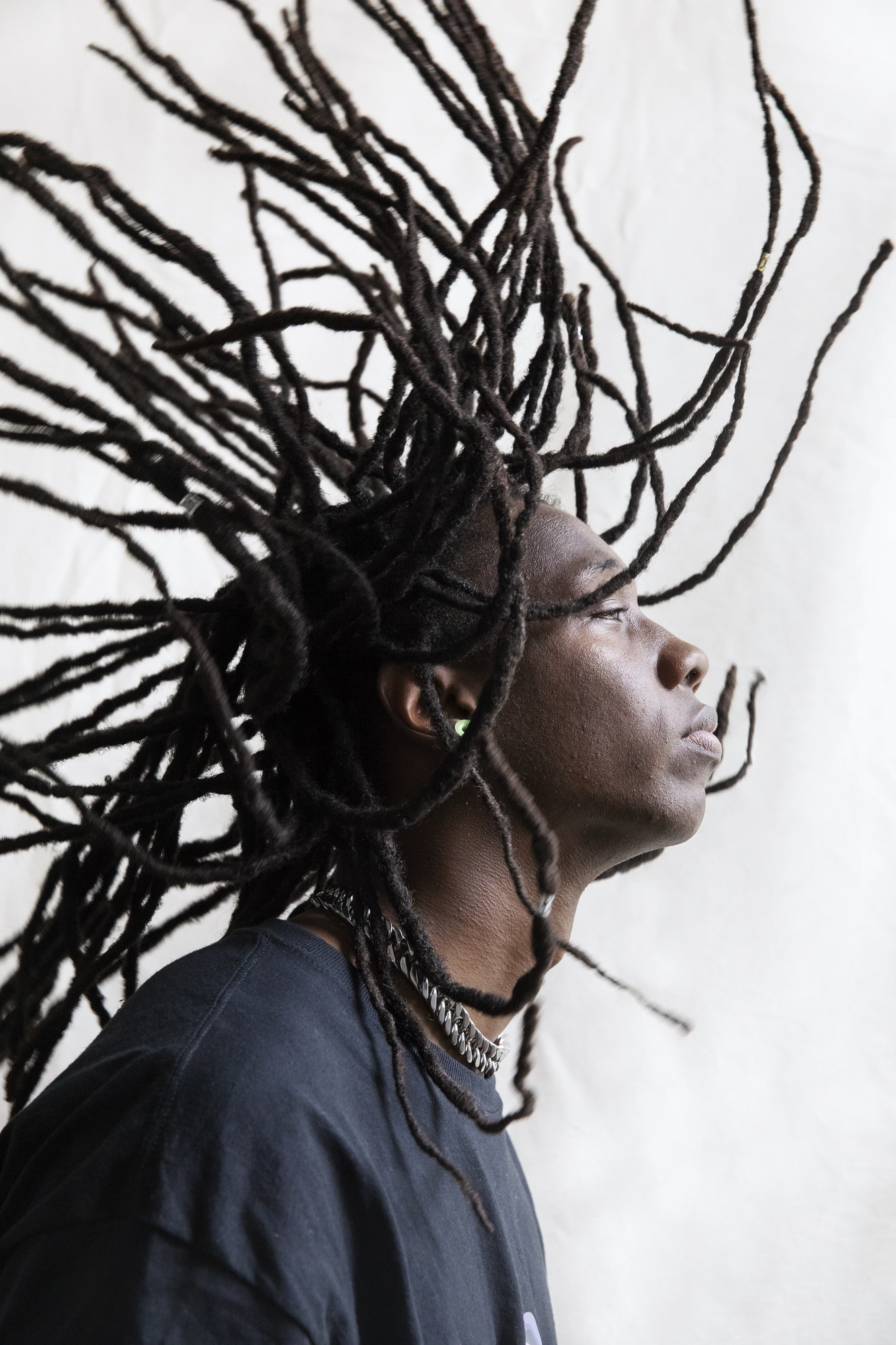
Verhalenverteller Refelinio uit Dit is mijn verhaal (foto Cigdem Yuksel/Bijbels Museum)

In oktober 2020 opende het Bijbels Museum in de Westerkerk in Amsterdam de tentoonstelling NIEUWE AARDE: 12 visioenen, een samenwerkingsproject met The Turn Club en de Westerkerk Amsterdam, geïnspireerd door het Bijbelvers ‘En ik zag een nieuwe hemel en een nieuwe aarde. Want de eerste hemel, en de eerste aarde waren voorbij gegaan, en de zee was niet meer.’ (Openbaring 21:1). 

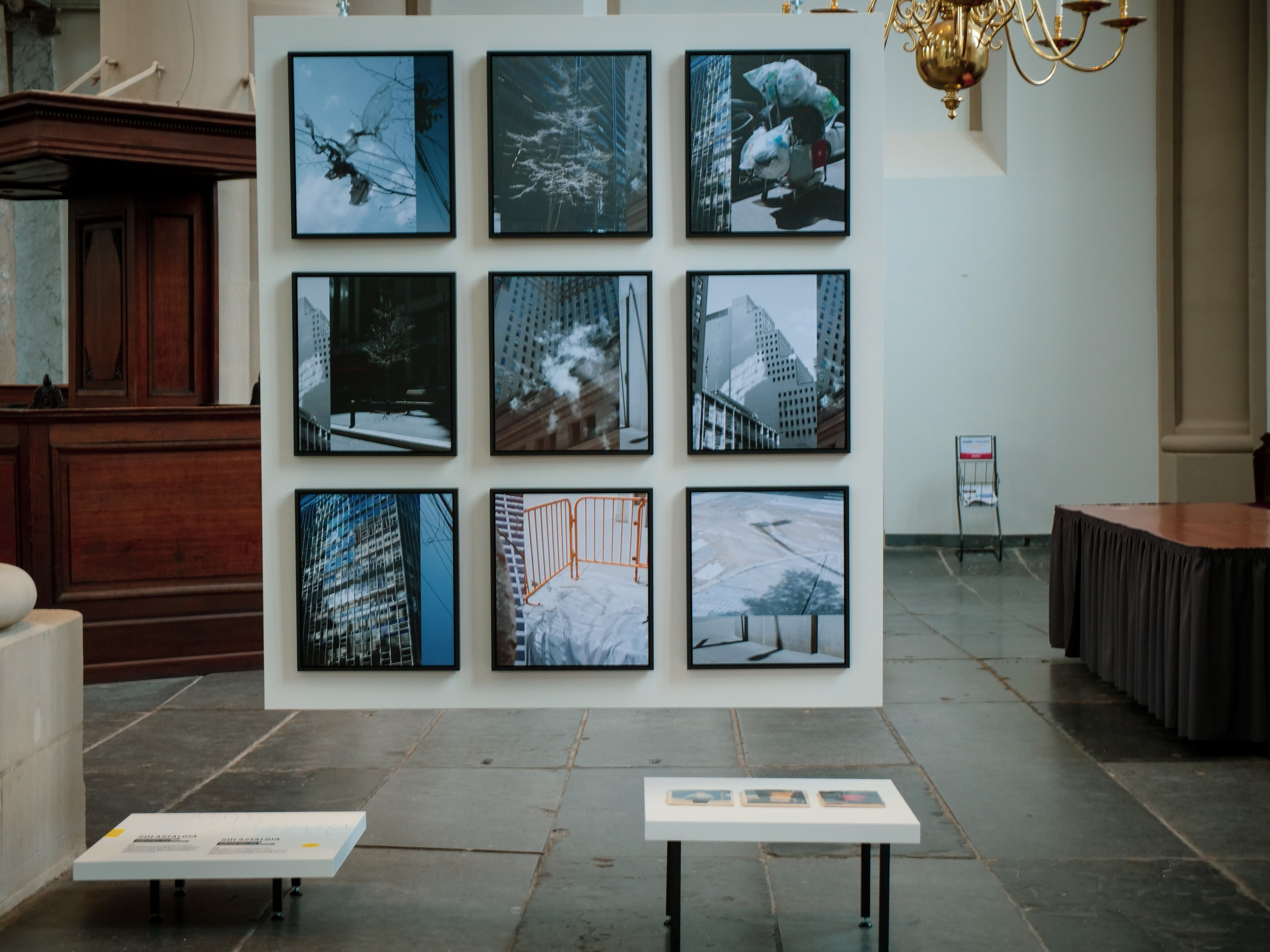
Solastalgia door Zindzi Zwietering, deel van de tentoonstelling NIEUWE AARDE (2020, Westerkerk - foto Ekin Asar)

NIEUWE AARDE was het resultaat van een Open Call waarin kunstenaars uitgenodigd werden hun verbeelding van het bijbelvers in te sturen. Er volgden 261 inzendingen. Ruim 80 zijn te zien in de online tentoonstelling nieuweaarde.nu. De tentoonstelling in de Westerkerk toonde een selectie daaruit: nieuw gemaakt en bestaand werk van Margriet van Breevoort, Oussama Diab, Rinske van Dijk, Jet van Helbergen & Judith Scholte, Rieteke Hoogendoorn, Pavèl van Houten, Felipe van Laar, Sarah van der Lijn, Lego Lima, Jeanne Rombouts, collectief We Sell Reality en Zindzi Zwietering.
Op 1 juli 2021 opende het Bijbels Museum de (duo-)tentoonstelling Tijd en Eeuwigheid. Poëzie in beeld en woord in Escher in Het Paleis en de Kloosterkerk te Den Haag. prikkelende cross-over tentoonstelling Tijd en Eeuwigheid. Poëzie in beeld en woord toont verbluffende papierkunstobjecten van Annita Smit naast nieuwe gedichten van vijf eigentijdse dichters: Gershwin Bonevacia, Babs Gons, Marjolijn van Heemstra, Iduna Paalman en Mustafa Stitou. Het draait om de directe relatie tussen de kunst en de kijker: ‘Het hoofd mag uit, het hart mag aan’. Alle kunstwerken zijn door het thema ‘Tijd en Eeuwigheid’ geïnspireerd en dagen de bezoekers uit een verstilde ervaring (slow art) te beleven: mindfulness voor museumbezoekers. Tijd en Eeuwigheid is te zien in Museum Krona, Uden (23 okt - 30 jan 2022), Museum Klooster Ter Apel (6 feb - 1 mei 2022) en CIRCL Amsterdam (11 mei - half juli 2022).

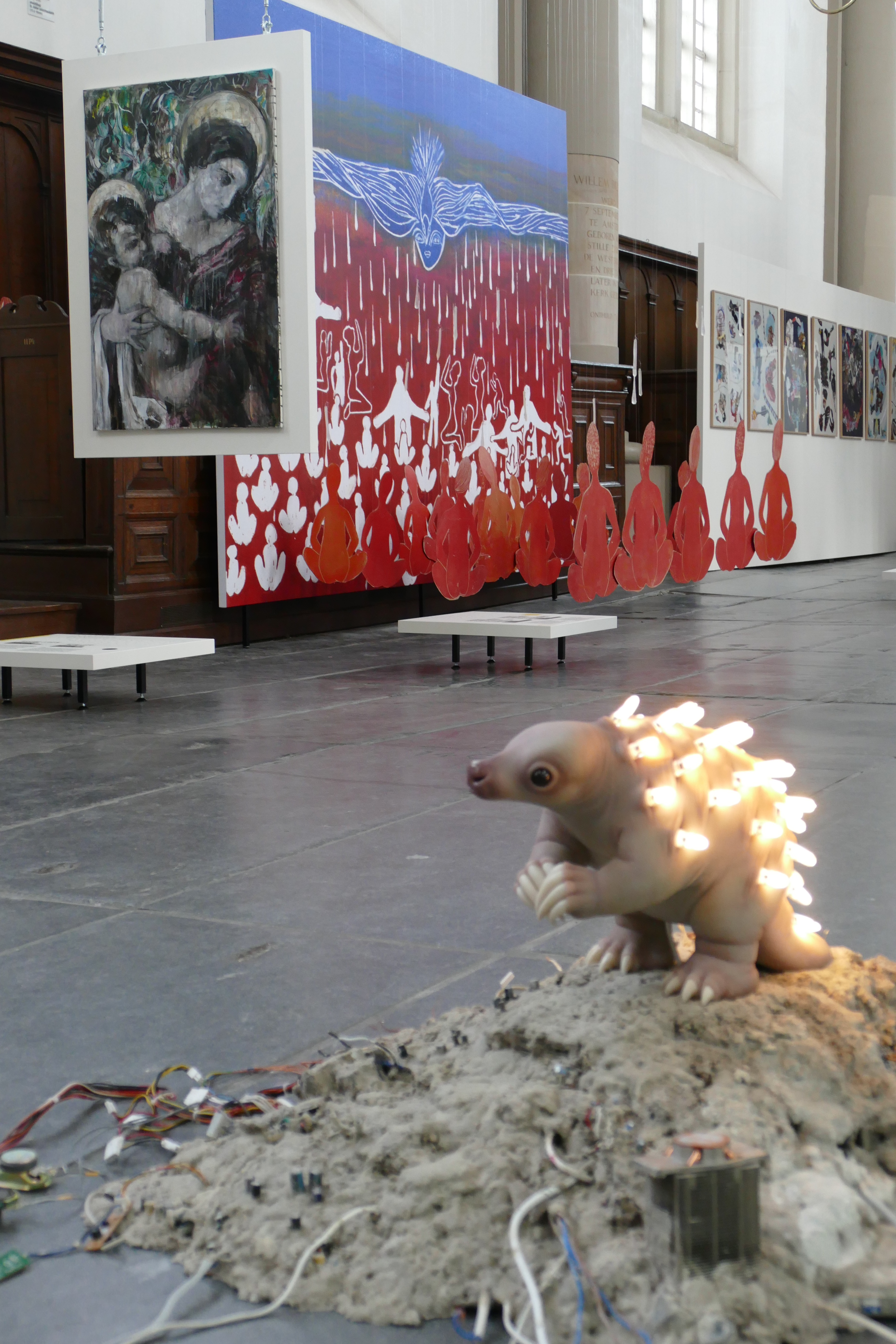
Tentoonstelling NIEUWE AARDE van het Bijbels Museum, 2020 - Westerkerk

## Bezoekersaantallen
| 40.157 |

| 37.501 |

| 41.244 |